# ENJOY IT!
- ラブライブ!シリーズ > ラブライブ!虹ヶ咲学園スクールアイドル同好会 > 虹ヶ咲学園スクールアイドル同好会 > ENJOY IT!

「ENJOY IT！」（エンジョイ・イット！）は、虹ヶ咲学園スクールアイドル同好会のミニユニット「QU4RTZ」によるシングル。2022年5月11日にLantisから発売された。

## 背景
前作「Swinging!」から約10か月ぶりのシングルで、テレビアニメ『ラブライブ！虹ヶ咲学園スクールアイドル同好会』第2期の第3話挿入歌である表題曲とカップリング曲、およびオフヴォーカルバージョンを収録している。
テレビアニメの挿入歌シングルがミニユニット名義でリリースされるのは、ラブライブ！シリーズ初である。

## リリース
2022年5月11日にLantisからリリースされ、初回生産分には特典として『虹ヶ咲学園スクールアイドル同好会メンバーカード』（全4種類の中から1枚）と、スマートフォン用ゲーム『ラブライブ! スクールアイドルフェスティバル ALL STARS』で利用できるシリアルコードが封入されている。

## ダンスシーン映像
表題曲である「ENJOY IT!」のダンスシーン映像には、スマートフォンゲーム『ラブライブ! スクールアイドルフェスティバル ALL STARS』のURに実装された衣装などが一瞬だけ登場している。

### 中須かすみ
- ソロ楽曲「Margaret」
- スクスタUR「かすみん☆ユートピア」
- スクスタUR「夜空のお姫様」
- スクスタUR「甘いひととき」

### 近江彼方
- ソロ楽曲「Märchen Star」
- スクスタUR「湯けむり天女」
- スクスタUR「神出鬼没☆怪盗K」

### エマ・ヴェルデ
- スクスタUR「魅惑のDevil」
- スクスタUR「レインドロップ」
- スクスタUR「癒しをお届け・エマ郵便」

### 天王寺璃奈
- スクスタUR「Check-mate」
- スクスタUR「ココロ・サイエンス」
- ソロ楽曲「アナログハート」

## チャート成績
2022年5月10日付のオリコンデイリーランキングでは0.4万枚を売り上げ3位にランクイン。その後、2022年5月23日付オリコン週間シングルランキングでは6位にランクインした。
オリコン週間アニメシングルランキングでは1位を獲得し、虹ヶ咲のユニットシングルが同チャートで1位になるのは初となった。また、4月25日付のAqoursの「なんどだって約束！」から5週連続でラブライブ!シリーズのシングルが1位となった。
2022年5月18日付のBillboard Japan Hot Animationでは19位にランクインした。

## 収録曲
| #         | タイトル                  | 作詞                  | 作曲                           | 編曲                 | 時間  |
| --------- | ------------------------- | --------------------- | ------------------------------ | -------------------- | ----- |
| 1.        | 「ENJOY IT！」            | 鈴木エレカ            | 宮田‘レフティ’リョウ Carlos K. | 宮田‘レフティ’リョウ | 4:13  |
| 2.        | 「4 SEASONS」             | ぱはむたん Luis Ogata | Luis Ogata                     | Luis Ogata           | 3:48  |
| 3.        | 「ENJOY IT！」(Off Vocal) |                       |                                |                      | 4:13  |
| 4.        | 「4 SEASONS」(Off Vocal)  |                       |                                |                      | 3:46  |
| 合計時間: | 合計時間:                 | 合計時間:             | 合計時間:                      | 合計時間:            | 16:00 |

### ユニットメンバー
1. 1 2 3  中須かすみ（相良茉優）、近江彼方（鬼頭明里）、エマ・ヴェルデ（指出毬亜）、天王寺璃奈（田中ちえ美）
2. 1 2 3  上原歩夢（大西亜玖璃）、中須かすみ（相良茉優）、桜坂しずく（前田佳織里）、朝香果林（久保田未夢）、宮下愛（村上奈津実）、近江彼方（鬼頭明里）、優木せつ菜（楠木ともり）、エマ・ヴェルデ（指出毬亜）、天王寺璃奈（田中ちえ美）、三船栞子（小泉萌香）、ミア・テイラー（内田秀）、鐘嵐珠（法元明菜）
3. ↑  朝香果林（久保田未夢）、宮下愛（村上奈津実）